# Viaduc Charlemagne
Het Viaduc Charlemagne is een viaduct in de N97 over de Maas in Dinant. Met een hoogte van 80 meter is het het hoogste viaduct in België. Er zijn twee keer twee rijstroken, gescheiden van elkaar.

## Afbeeldingen

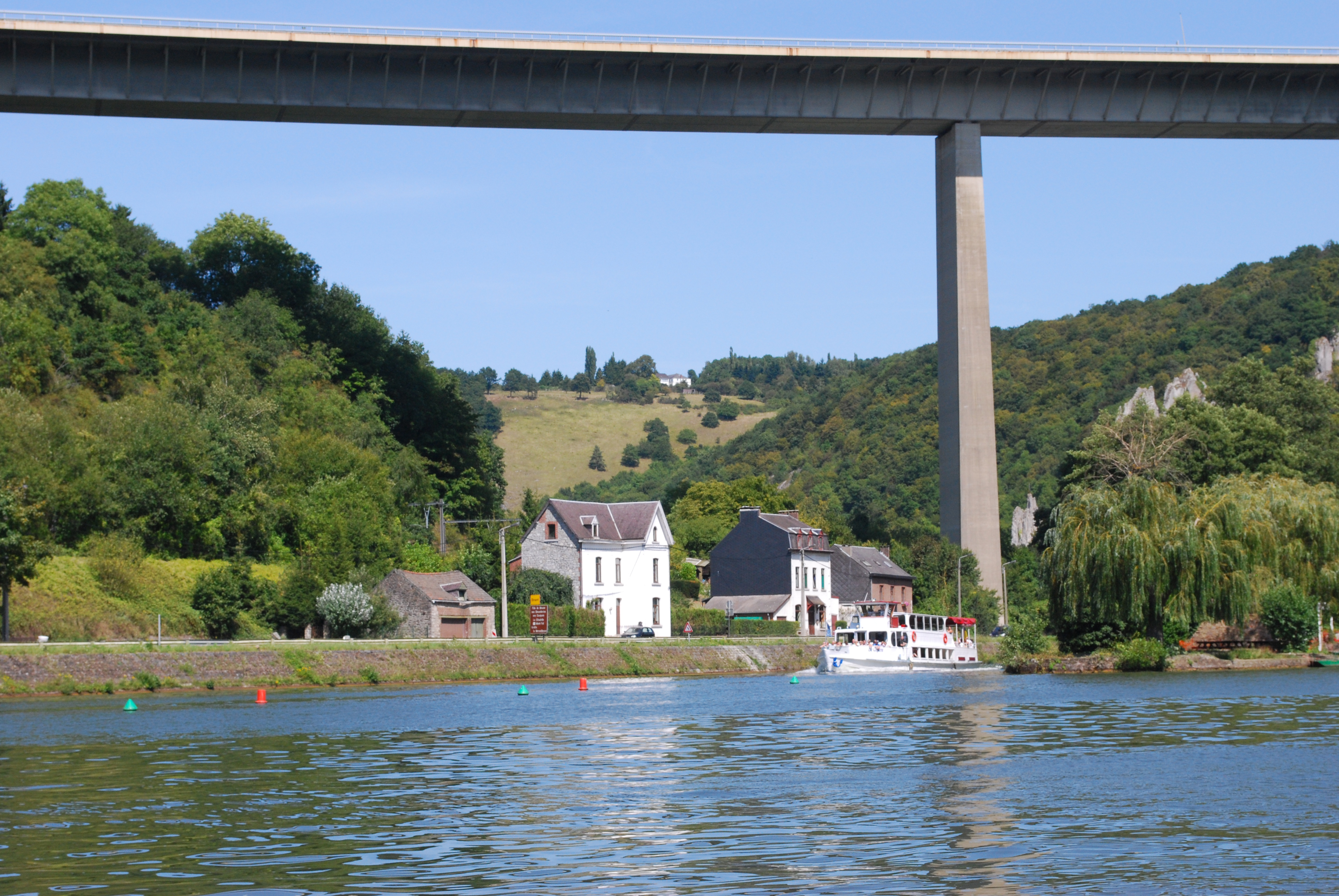
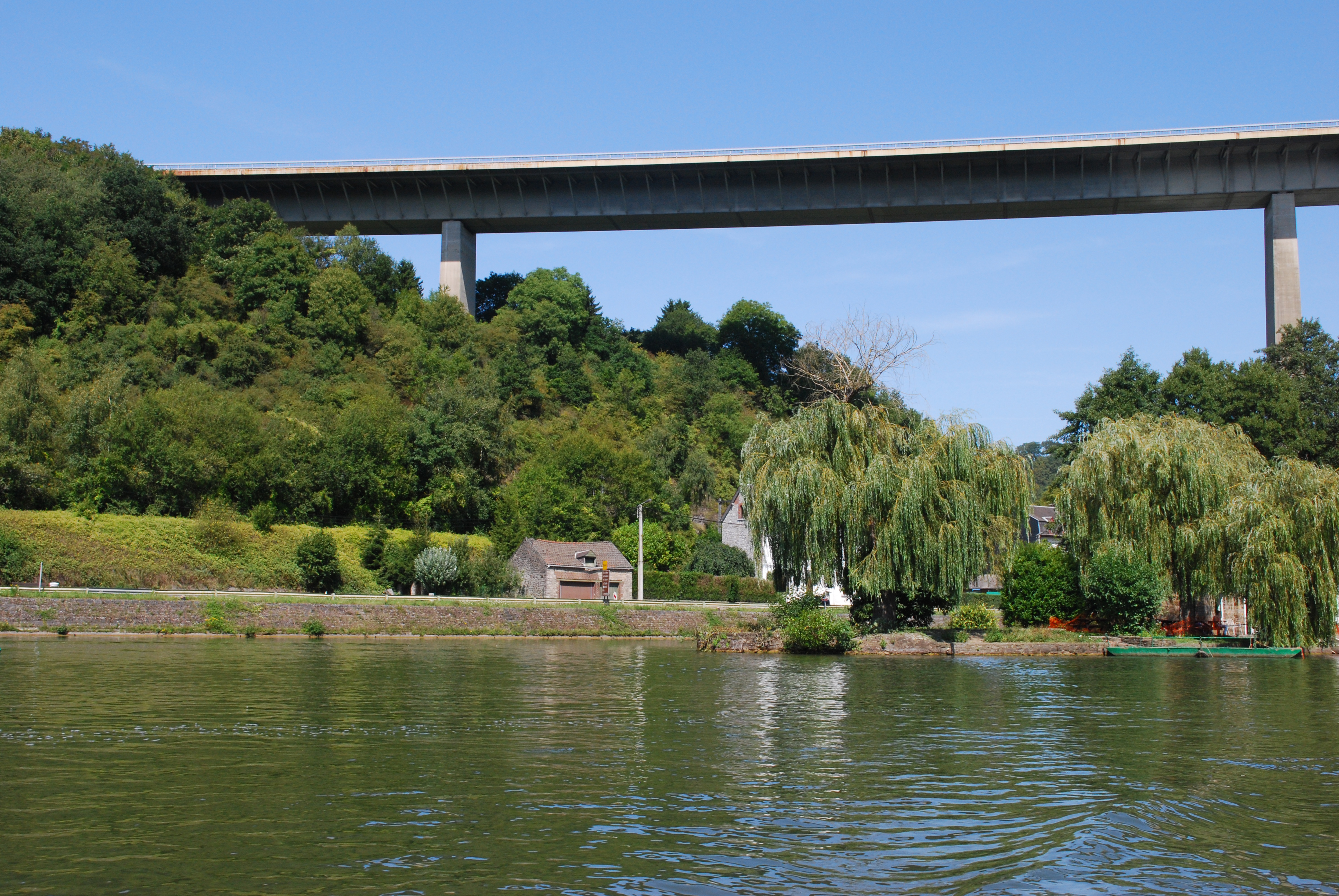
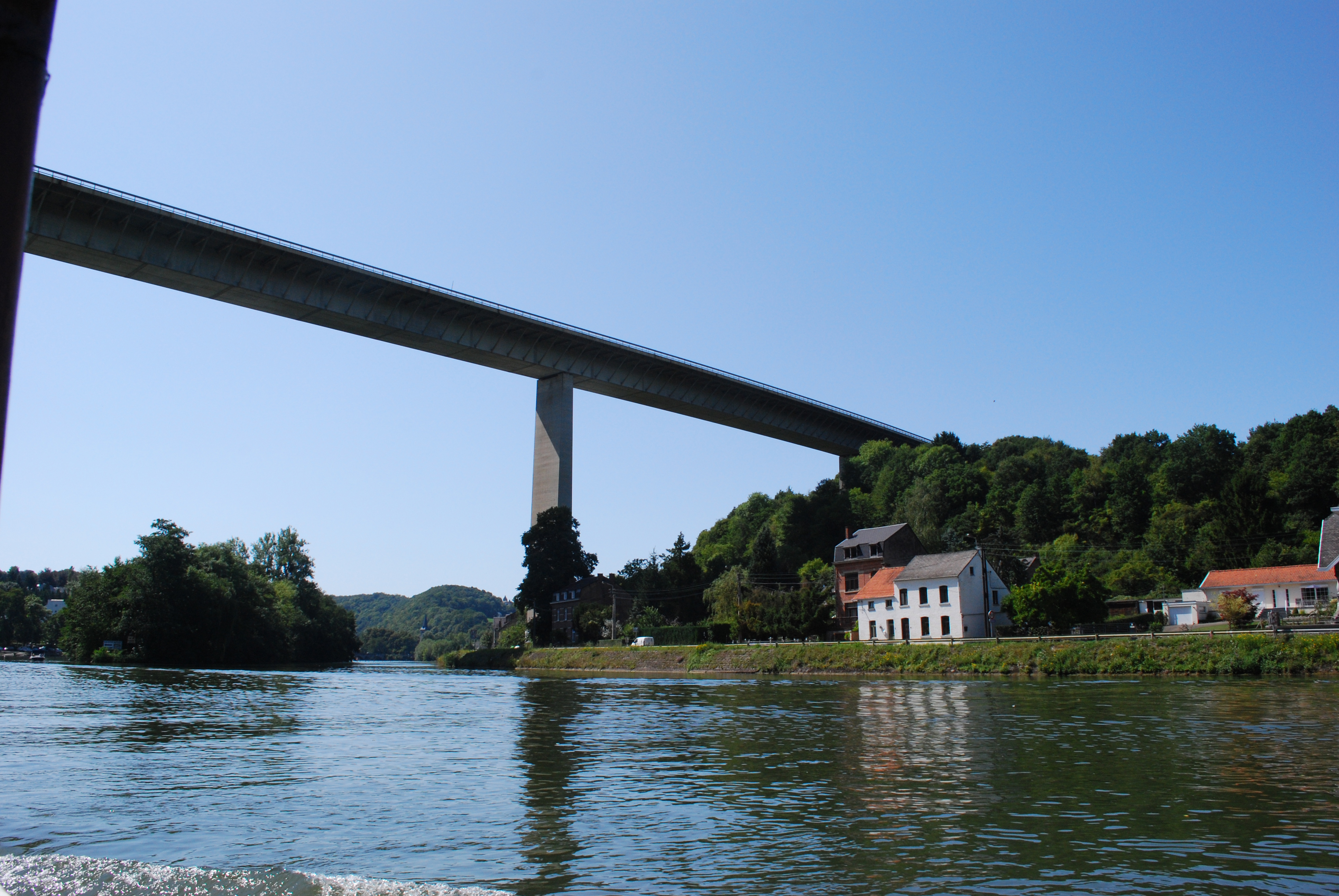
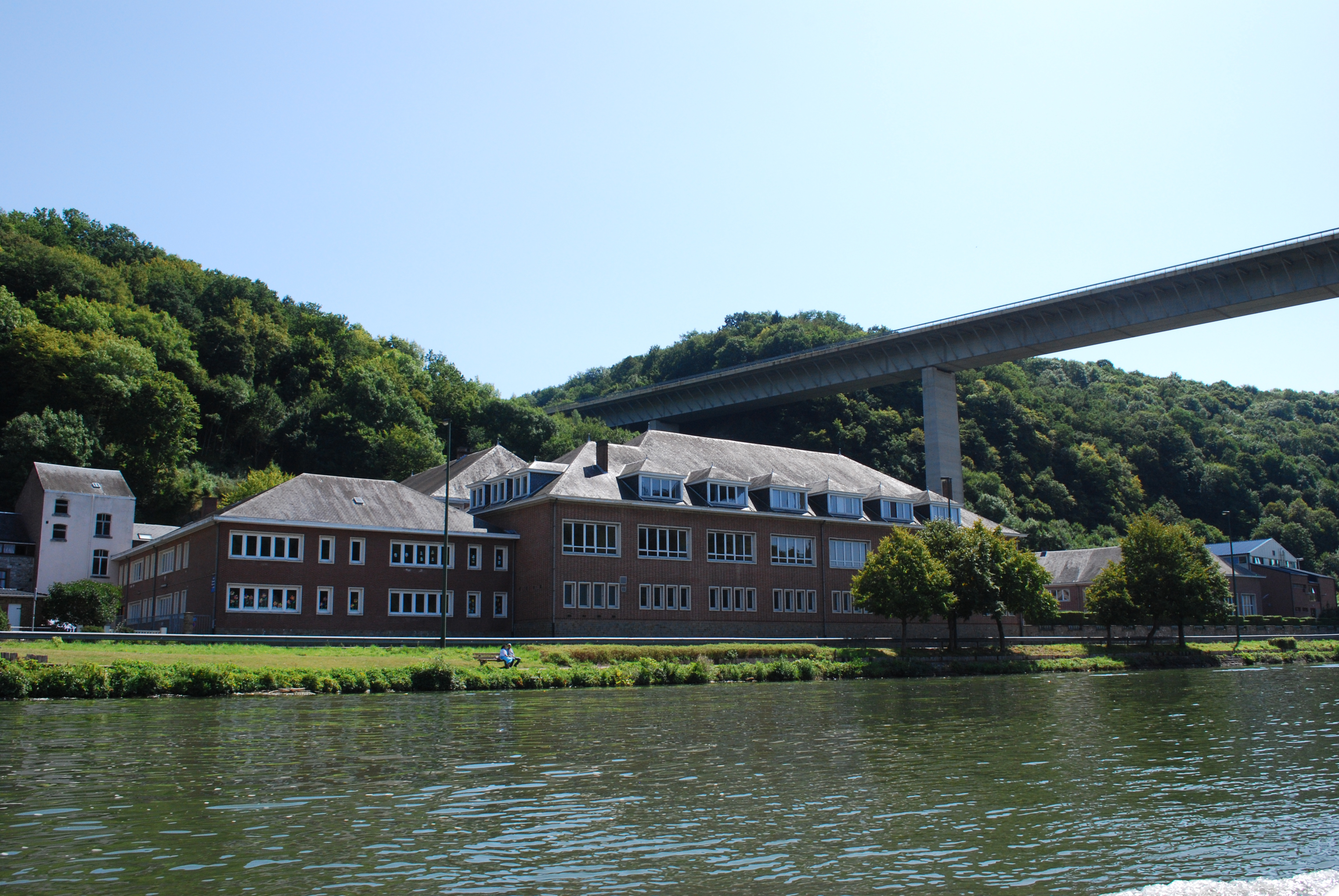